# Суперзвёзды Уорхола
Суперзвёзды Уорхола (англ. Warhol Superstars) — прозвище круга людей, окружавших поп-арт-художника Энди Уорхола в 1960-x и 1970-x годах. «Суперзвёзды» были тесно связаны с арт-студией Уорхола «Фабрика», где в основном и была сосредоточена художественная и светская жизнь уорхоловского окружения.
Прозвище «суперзвёзды» происходит от интереса Уорхола к феномену «звёздности»: сам он называл своими «суперзвёздами» тех, кто принимал участие в его фильмах и арт-проектах, даже если их роль сводилась к минимуму. «Суперзвёзды», фактически играя роль «свиты» Уорхола, привлекали к нему внимание и помогали формированию паблисити, а в ответ получали известность и внимание со стороны прессы. Первой признанной «суперзвездой Уорхола» стала актриса «Малышка» Джейн Хольцер, которую он снял в нескольких своих картинах. Основной состав «суперзвёзд Уорхола» сформировался в период «Серебряной фабрики» (1962—1968: в эти годы действовала «главная» «Фабрика» на 47-й улице, стены и потолок которой были оклеены серебряной плёнкой). В их число входили многие андеграундные актёры, фотографы, модели, писатели и музыканты, в частности, Билли Нейм, Джерард Маланга, Мэри Воронов, Тейлор Мид, Ультравайолет, Кэнди Дарлинг, Эрик Эмерсон, Ондин, Вива и прочие. Несколько позднее к ним присоединились другие видные «суперзвёзды» — Джо Даллесандро, Пенни Аркейд, Сильвия Майлз, Андреа Фельдман, Джеки Кёртис, Холли Вудлон. В числе известнейших «суперзвёзд Уорхола» были актриса и модель Эди Седжвик, влиятельная экспериментальная рок-группа The Velvet Underground и их вокалистка Нико, впоследствии сделавшая сольную карьеру.
В годы действия «Серебряной фабрики» Уорхол был достаточно открыт к общению и охотно задействовал в своих проектах понравившихся ему новых знакомых, таким образом, включая их в круг «людей „Фабрики“». Однако после покушения на его жизнь, совершённого молодой феминистской активисткой и периодической гостьей «Фабрики» Валери Соланас в 1968 году, он резко ограничил свои контакты с публикой, стал заметно более замкнутым и подозрительным. Таким образом, круг «суперзвёзд Уорхола» практически перестал расширяться, а вскоре и само это понятие, вместе с «„фабричной“ культурой», сошло на нет.